# دين بيرد
دين بيرد (بالإنجليزية: Dean Beard)‏ هو موسيقي أمريكي، ولد في 31 أغسطس 1935، وتوفي في 4 أبريل 1989.